# Wuthering Heights
Wuthering Heights – singel brytyjskiej wokalistki Kate Bush wydany początkowo w listopadzie 1977 z formalną premierą w styczniu 1978 roku. Utwór pojawił się na jej debiutanckim albumie The Kick Inside, został także nagrany ponownie z nowymi wokalami na jej albumie The Whole Story z 1986 roku.
Strona B oryginalnego singla z 1978 roku zawierała inną piosenkę Bush pod tytułem „Kite” („Latawiec”) - stąd zdjęcie latawca na okładce płyty.

## O singlu
Był to pierwszy singel w karierze Kate Bush. Artystka napisała ten utwór w wieku 18 lat zainspirowana miniserialem telewizyjnym BBC Wuthering Heights stanowiącym adaptację słynnej powieści Emily Brontë. W tekście utworu Kate Bush wciela się w postać głównej bohaterki powieści – Cathy.
Singel dotarł do 1. miejsca na brytyjskiej liście UK Singles Chart i jest to jedyny numer 1 piosenkarki w tym zestawieniu. Był to również pierwszy w historii utwór wykonany przez jego kompozytorkę na tej liście. „Wuthering Heights” pozostaje jednym z największych przebojów Kate Bush.
Był to pierwszy utwór, który został zagrany w Radiu ZET.

## Tekst utworu
„Wuthering Heights” zawiera kilka cytatów z książki. Utwór śpiewany jest z perspektywy Cathy, która stoi pod oknem Heathcliffa prosząc go by ją wpuścił do środka. Równie dobrze Cathy może być w tej scenie interpretowana jako duch, który woła Heathcliffa, by dołączył do niej.

## Wersje singla[8]
| Utwory (czas trwania)                | Format                                | Wydawca            | Nr kat.         | Kraj              | Rok  |
| ------------------------------------ | ------------------------------------- | ------------------ | --------------- | ----------------- | ---- |
| Wuthering Heights (4:26)/Kite (2:58) | winyl SP 45 obr./min                  | EMI                | 2719            | Wielka Brytania   | 1977 |
| Wuthering Heights (4:26)/Kite (2:58) | winyl SP 45 obr./min Mono, Stereo     | Sonopresse         | 2S 006-06596    | Francja           | 1977 |
| Wuthering Heights (4:26)/Kite (2:59) | winyl SP 45 obr./min                  | EMI Belgium        | 4C 006-06596    | Belgia            | 1977 |
| Wuthering Heights (4:26)/Kite (2:58) | winyl SP 45 obr./min                  | EMI                | 2719            | Nowa Zelandia     | 1977 |
| Wuthering Heights (4:26)/Kite (2:59) | winyl SP 45 obr./min                  | EMI-Bovema Holland | 5C 006-06596    | Holandia          | 1978 |
| Wuthering Heights (4:26)/Kite (2:57) | winyl SP 45 obr./min                  | EMI America        | 8003            | Stany Zjednoczone | 1978 |
| Wuthering Heights (4:26)/Kite (2:57) | winyl SP 45 obr./min                  | Tonpress           | S-120           | Polska            | 1978 |
| Wuthering Heights (5:07)/Kite (4:37) | winyl SP 45 obr./min                  | EMI                | 11678           | Australia         | 1978 |
| Wuthering Heights (4:27)/Kite (2:57) | winyl SP 45 obr./min                  | EMI                | 3C 006-06596    | Włochy            | 1978 |
| Wuthering Heights (4:26)/Kite (2:57) | winyl SP 45 obr./min                  | EMI Odeon          | 31C 006 06596   | Brazylia          | 1978 |
| Wuthering Heights (4:26)/Kite (2:57) | winyl SP 45 obr./min                  | EMI Electrola      | 1C 006-06 596   | Niemcy            | 1978 |
| Wuthering Heights (4:26)/Kite (2:57) | winyl SP 45 obr./min                  | EMI-Odeon S.A.     | 10C 006-006 596 | Hiszpania         | 1978 |
| Wuthering Heights (4:26)/Kite (2:57) | winyl SP 45 obr./min                  | EMI Records Ltd.   | 2719            | Wielka Brytania   | 1978 |
| Wuthering Heights (4:26)/Kite (2:57) | winyl SP 45 obr./min, Push-out Centre | EMI                | 2719            | Wielka Brytania   | 1978 |